# 朝倉恵梨奈
朝倉 恵梨奈（あさくら えりな、1998年〈平成10年〉3月19日 - ）は、日本の元タレント、元グラビアアイドル、元女優。東京都出身。元ケイエイチプロモーション所属。

## 来歴
友人と一緒に海に遊びに行った時にスカウトされ、これがきっかけで芸能界入り。
2017年5月にアイドルユニット『美少女伝説』のメンバーとして加入し活動。2020年2月8日に同ユニットを卒業。同時にケイエイチプロモーションを退所。
2020年2月1日、自身のTwitterで同年の自身の誕生日である3月19日頃の生誕祭をもって、芸能界を引退することを表明した。2月12日、芸能界引退日は3月29日のイベントであることを表明したが、のちにコロナウイルスの影響により延期を発表。事務所退所後は「あさくらえりな」名義で活動を行う。

## 人物
特技はバスケットボール、ギター。趣味は音楽鑑賞、マンガ、DVD鑑賞、Youtube鑑賞。
本人曰く「大人っぽさと幼さが入り混じっている」ということで、小動物みたいだともよく言われるという。
グラビアアイドルではRaMuのファン。

## 作品

### イメージビデオ
- 美少女伝説[5]（2016年12月23日、スパイスビジュアル）
- 美少女伝説 Angel＆Devil（2017年2月24日、スパイスビジュアル） - 共演：平野もえ
- ピュア・スマイル（2017年3月24日、竹書房）
- 美少女伝説 Virgin color（2017年6月23日、スパイスビジュアル）
- 美少女伝説 もっと近くにいれたなら...（2017年8月25日、スパイスビジュアル）
- 朝摘み少女（2017年10月20日、ラインコミュニケーションズ）
- 美少女伝説 熟した果実（2017年12月15日、スパイスビジュアル）
- 美少女伝説 色づいた果実達（2018年1月26日、エスデジタル） - 共演：佐々野愛美[6]
- 新妻の誘惑（2018年3月30日、エスデジタル）[7]
- ヴィーナス（2018年6月29日、エスデジタル）[8]
- Shinyrays（2018年7月27日、エスデジタル） - 共演：佐々野愛美
- 甘い香り（2018年9月28日、エスデジタル）
- 魅惑のバニーガール（2019年1月25日、エスデジタル）

## 出演

### オリジナルビデオ
- 珈琲探偵～謎と角砂糖～（2018年3月30日、制作：KHプロモーション、発売：スパイスビジュアル、監督：永田佳大） - ジェーン 役